# Chartered Institute of Linguists
Le Chartered Institute of Linguists (dit Institut des Linguistes de Londres), est une institution pour les professionnels de l'industrie langagière (traducteurs, interprètes, enseignants des langues, linguistes) fondée en 1910 et siégeant à Londres.

## Activités
Les membres de l'Institut se réuniront à Londres, et une publication de l'Institut est The Linguist. 

## Formations et accréditations
Le CIOL propose des formations diplômantes, telles que CertTrans et DipTrans, ainsi qu'une accréditation professionnelle de Linguiste Agrée (en anglais : Chartered Linguist). Cette dernière est disponible à ses membres qui en font la demande et remplissent les critères d'attribution, ainsi qu'aux membres de l'Institute of Translation and Interpreting et de l'International Association of Conference Interpreters, deux autres organisations pour les professionnels de la traduction et de l'interprétariat.

## Fellowset membres honoraires
- Muhammad Abdel-Haleem (FCIL)
- Donald Adamson (Hon FCIL)
- Nicholas Bowen (en) (Hon FCIL)
- David Brewer (Hon FCIL)
- Jean Coussins (Hon FCIL et vice-présidente)[5]
- Mary Creagh MP
- David Crystal (Hon FCIL)
- Andrew Dalby (Hon FCIL)
- Susie Dent (Hon FCIL et vice-présidente)[5]
- Susan Garden (Hon FCIL)
- Susan Price (en)
- Ivor Roberts (es)
- Diana Wallis MEP (Hon FCIL)
- Michael Worton (en) (Hon FCIL)[6]
- Wenhui Zhong